# 沈定成
沈定成（1963年—），男，四川大竹人，高级工程师，1983年毕业于西南石油大学油气储运专业，
先后担任中石油天然气总公司办公厅秘书处副处级秘书、中国联合石油有限责任公司副总裁、中石油国际事业有限公司副总裁、中石油国际事业有限公司党委书记等职务。2014年2月22日，《中国经营报》报道指出沈定成处于失联状态。沈定成是中共政治局前常委兼政法委书记周永康任职于中石油時期的秘書（1992-97年）。